# Commando en Corée
Pour plus de détails, voir Fiche technique et Distribution.
Commando en Corée (titre original : A Hill in Korea) est un film britannique réalisé par Julian Amyes et sorti en 1956.

## Synopsis
Au début des années 1950, lors de l’intervention des forces britanniques durant la Guerre de Corée, l’un de leurs détachements, assailli par l’armée chinoise, trouve refuge dans un temple situé au sommet d’une colline.

## Fiche technique
- Titre : Commando en Corée (également répertorié sous le titre Les Échappés de l’enfer)
- Titre d’origine : A Hill in Korea
- Réalisateur : Julian Amyes, assisté de Peter Hunt (non crédité)
- Scénario : Ian Dalrymple, Ronald Spencer et Anthony Squire d’après le roman de Max Catto, A Hill In Korea
- Musique : Malcolm Arnold
- Directeur de la photographie : Freddie Francis
- Cadreur : Arthur Ibbetson
- Décors : Cedric Dawe
- Costumes : John McCorry
- Montage : Peter R. Hunt
- Pays d’origine :  Royaume-Uni
- Studios de tournage : Shepperton Studios
- Langue de tournage : anglais
- Producteur : Anthony Squire
- Société de production : Wessex Film Productions Ltd.
- Société de distribution : British Lion Films
- Format : noir et blanc — 1.37:1 — son monophonique — 35 mm
- Genre : film de guerre, drame
- Durée : 81 min
- Date de sortie : 18 septembre 1956 au  Royaume-Uni

## Distribution
- George Baker (VF : Roland Ménard) : le lieutenant Butler
- Harry Andrews (VF : Raymond Loyer) : le sergent Payne
- Stanley Baker : le caporal Ryker
- Robert Shaw : le 1re classe Hodge
- Ronald Lewis (en) : le soldat Wyatt
- Stephen Boyd : le soldat Sims
- Michael Medwin : le soldat Docker
- Victor Maddern : le soldat Lindop
- Harry Landis (en) (VF : Jacques Thébault) : le soldat Rabin (VF : Robin)
- Robert Brown : le soldat O'Brien
- Michael Caine : le soldat Lockyer
- Percy Herbert : le soldat Moon
- David Morrell (en) : le soldat Henson
- Charles Laurence (en) : le soldat Kim
- Barry Lowe : le soldat Neill
- Eric Corrie : le soldat Matthews

## Autour du film
- Après quelques figurations, il s'agit du premier film où Michael Caine fut crédité au générique.